# Aeroportul Drake Bay
Aeroportul Drake Bay (IATA: DRK, ICAO: MRDK) este un aeroport din Puntarenas Province⁠(d), Costa Rica ce deservește zona Bahía Drake⁠(d). Aeroportul a fost tranzitat în 2015 de 13.105 pasageri.
Situat la o altitudine de 8 m, aeroportul dispune de o singură pistă.